# Акціонери банку
Акціонери банку — це фізичні або юридичні особи, які певною мірою залежать від діяльності банку або можуть впливати на його розвиток.

## Класифікація
В залежності від середовища банку (зовнішнє або внутрішнє) д.е.н. Бобиль В. В. розподіляє акціонерів банку на дві групи:
- Зовнішні акціонери банку:

1. Споживачі банківських продуктів;
2. Органи державної влади;
3. Банки-конкуренти.

- Внутрішні стейкголдери банку:

1. Акціонери банку;
2. Топ-менеджери, яких можна віднести до групи привілейованих працівників банку, тому що вони виступають не як звичайні виконавці, а як керівники (наявність владних повноважень);
3. Непривілейовані працівники, суть відносин яких з банком переходить від звичайних вимог справедливої оплати праці і гарантії зайнятості до інших аспектів взаємин роботодавця з працівником: рівності можливостей, захисту здоров'я на робочому місці, невтручання в особисте життя і забезпечення відповідного рівня життя.

## Економічні інтереси
Економічні інтереси зовнішніх та внутрішніх акціонерів банку наведено в таблиці.
Економічні інтереси акціонерів банку
| Акціонери                  | Економічні інтереси                                                                             |
| Зовнішнє середовище банку  |                                                                                                 |
| Органи державної влади     | Податки, зайнятість, стабільність фінансового ринку, участь в рішенні національних проблем тощо |
| Споживачі                  | Вартість та асортимент банківських продуктів, якість, сервіс, надійність банку тощо             |
| Банки-конкуренти           | Збільшення ринкового сегменту за рахунок витиснення банків–конкурентів                          |
| Внутрішнє середовище банку |                                                                                                 |
| Акціонери                  | Контроль над банком, дивіденди, ріст капіталу тощо                                              |
| Топ-менеджери              | Грошова винагорода, високий соціальний статус тощо                                              |
| Непривілейовані робітники  | Гарантія зайнятості, оплата праці, задоволення від роботи тощо                                  |

## Механізм вирішення економічних інтересів
Механізм вирішення економічних інтересів внутрішніх акціонерів банку має базуватися на основних принципах корпоративного управління, що були сформульовані Організацією економічного співробітництва і розвитку:
- принцип справедливості: дотримання прав акціонерів і рівнозначне ставлення до усіх власників акцій, включаючи дрібних та іноземних акціонерів;
- принцип соціальної відповідальності: участь в управлінні фінансовою установою зацікавлених осіб з метою збільшення суспільного багатства, створення робочих місць і забезпечення фінансової стійкості банківського сектору;
- принцип прозорості: розкриття достовірної інформації про всі істотні аспекти діяльності банку, включаючи зведення про фінансове положення, склад власників і структуру управління;
- принцип підзвітності: обов'язок Ради директорів – забезпечувати стратегічне управління бізнесом, контролювати роботу менеджерів і звітуватися перед акціонерами.